# Safia athene
Safia athene là một loài bướm đêm trong họ Noctuidae.